# Belgentier
Belgentier is een gemeente in het Franse departement Var (regio Provence-Alpes-Côte d'Azur) en telt 1724 inwoners (1999). De plaats maakt deel uit van het arrondissement Toulon.

## Geografie
De oppervlakte van Belgentier bedraagt 13,4 km², de bevolkingsdichtheid is 128,7 inwoners per km².
De onderstaande kaart toont de ligging van Belgentier met de belangrijkste infrastructuur en aangrenzende gemeenten.

## Demografie
Onderstaande figuur toont het verloop van het inwonertal (bron: INSEE-tellingen).